# العلاقات السويسرية النيبالية
العلاقات السويسرية النيبالية هي العلاقات الثنائية التي تجمع بين سويسرا ونيبال.

## مقارنة بين البلدين
هذه مقارنة عامة ومرجعية للدولتين:
| وجه المقارنة                                              | سويسرا                                                                                      | نيبال                               |
| --------------------------------------------------------- | ------------------------------------------------------------------------------------------- | ----------------------------------- |
| المساحة (كم2)                                             | 41.28 ألف                                                                                   | 147.18 ألف                          |
| عدد السكان (نسمة)                                         | 8.21 مليون                                                                                  | 29.40 مليون                         |
| الكثافة السكانية (ن./كم²)                                 | 198.89                                                                                      | 199.76                              |
| العاصمة                                                   | برن                                                                                         | كاتماندو                            |
| اللغة الرسمية                                             | اللغة الألمانية، اللغة الإيطالية، لغة فرنسية، اللغة الرومانشية، الألمانية السويسرية الموحدة | اللغة النيبالية                     |
| العملة                                                    | فرنك سويسري                                                                                 | روبية نيبالية                       |
| الناتج المحلي الإجمالي (بليون دولار)                      | 678.89 مليار                                                                                | 24.47 مليار                         |
| الناتج المحلي الإجمالي (تعادل القوة الشرائية) بليون دولار | 518.07 مليار                                                                                | 70.20 مليار                         |
| الناتج المحلي الإجمالي الاسمي للفرد دولار أمريكي          | 80.94 ألف                                                                                   | 743                                 |
| الناتج المحلي الإجمالي للفرد دولار أمريكي                 | 59.54 ألف                                                                                   | 2.37 ألف                            |
| مؤشر التنمية البشرية                                      | 0.930                                                                                       | 0.548                               |
| رمز المكالمات الدولي                                      | +41                                                                                         | +977                                |
| رمز الإنترنت                                              | .ch، .swiss ‏                                                                                | .np                                 |
| المنطقة الزمنية                                           | توقيت وسط أوروبا، ت ع م+01:00، ت ع م+02:00، أوروبا/زيورخ ‏                                   | ت ع م+05:45، التوقيت الموحد لنيبال ‏ |

## منظمات دولية مشتركة
يشترك البلدان في عضوية مجموعة من المنظمات الدولية، منها:
| علم المنظمة | اسم المنظمة                               | تاريخ انضمام سويسرا | تاريخ انضمام نيبال |
| ----------- | ----------------------------------------- | ------------------- | ------------------ |
|             | مؤسسة التمويل الدولية                     | 29 مايو 1992        | 7 يناير 1966       |
|             | منظمة حظر الأسلحة الكيميائية              | ?                   | ?                  |
|             | يونسكو                                    | 28 يناير 1949       | 1 مايو 1953        |
|             | الأمم المتحدة                             | 10 سبتمبر 2002      | 14 ديسمبر 1955     |
|             | منظمة الشرطة الجنائية الدولية             | ?                   | ?                  |
|             | البنك الدولي للإنشاء والتعمير             | 29 مايو 1992        | 6 سبتمبر 1961      |
|             | الاتحاد البريدي العالمي                   | ?                   | ?                  |
|             | مؤسسة التنمية الدولية                     | 29 مايو 1992        | 6 مارس 1963        |
|             | منظمة التجارة العالمية                    | ?                   | ?                  |
|             | الفريق المعني برصد الأرض                  | ?                   | ?                  |
|             | بنك التنمية الآسيوي                       | 1967                | 1966               |
|             | المركز الدولي لتسوية المنازعات الاستشارية | 14 يونيو 1968       | 6 فبراير 1969      |
|             | وكالة ضمان الاستثمار متعدد الأطراف        | 12 أبريل 1988       | 9 فبراير 1994      |

## وصلات خارجية
- موقع وزارة الخارجية السويسرية
- موقع وزارة الخارجية النيبالية